# Trisignis marshi
Trisignis marshi är en skalbaggsart som beskrevs av Park och Schuster 1955. Trisignis marshi ingår i släktet Trisignis och familjen kortvingar. Inga underarter finns listade i Catalogue of Life.